# Echthrus coracinus
Echthrus coracinus là một loài tò vò trong họ Ichneumonidae.